# ناوچه کلاس سیگما
ناوچه کلاس سیگما (به انگلیسی: Sigma-class corvette) یک کلاس از کشتی است که طول آن 90.71 meters (297.62 feet) می‌باشد.